# Jean Fidon
Jean Fidon est un footballeur international français né le 1er juin 1906 à Meaux et mort le 16 août 1992 à Saint-Germain-en-Laye. Il évolue au poste de milieu de terrain.

## Carrière

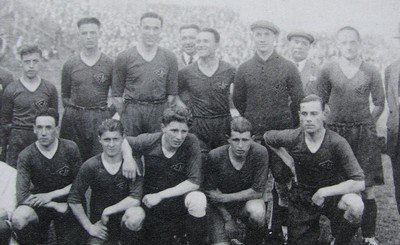
Le CAP finaliste de la Coupe de France 1928. Fidon est le 3e joueur debout.

Jean Fidon joue pendant sa carrière au Cercle athlétique de Paris,.
Il remporte avec son club le championnat de France amateur 1927 avec des joueurs comme Albert Ottavis, les frères Jean et Lucien Laurent ainsi que Marcel Langiller. Une année plus tard, il devient finaliste de la Coupe de France 1928 avec le CA Paris qui perd 3-1 contre le Red Star.
Jean Fidon est également sélectionné une fois en équipe de France en 1927 lors d'une défaite française 13-1 en Hongrie. Il entre en jeu à la 28e minute de jeu en remplacement de André Rollet et prend le poste de demi-centre.